# Смоленське Поозер'я
Смоле́нське Поозе́р'я — національний парк на північному заході Смоленської області, Росія на території Демидовського і Духовщинського районів.
Національний парк створений 15 квітня 1992 для збереження природних комплексів у рекреаційних, просвітницьких, наукових і культурних цілях.
Своєю назвою «Смоленське Поозер'я» зобов'язане 35 великим і малим льодовиковим озерам.

## Загальна характеристика

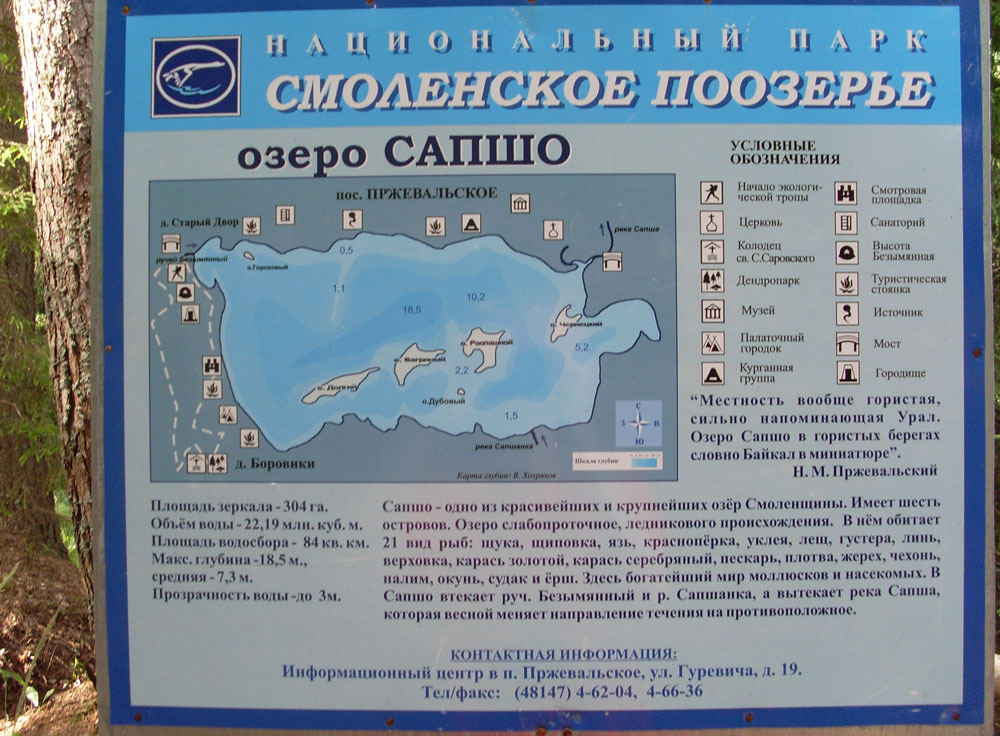

Загальна площа (га): 146 237
Площа охоронної зони (га): 7500
Кількість ділянок: 1.

## Міжнародний статус
У 2002 році національний парк отримав статус біосферного резервату програми ЮНЕСКО «Людина і Біосфера».

## Природна зона

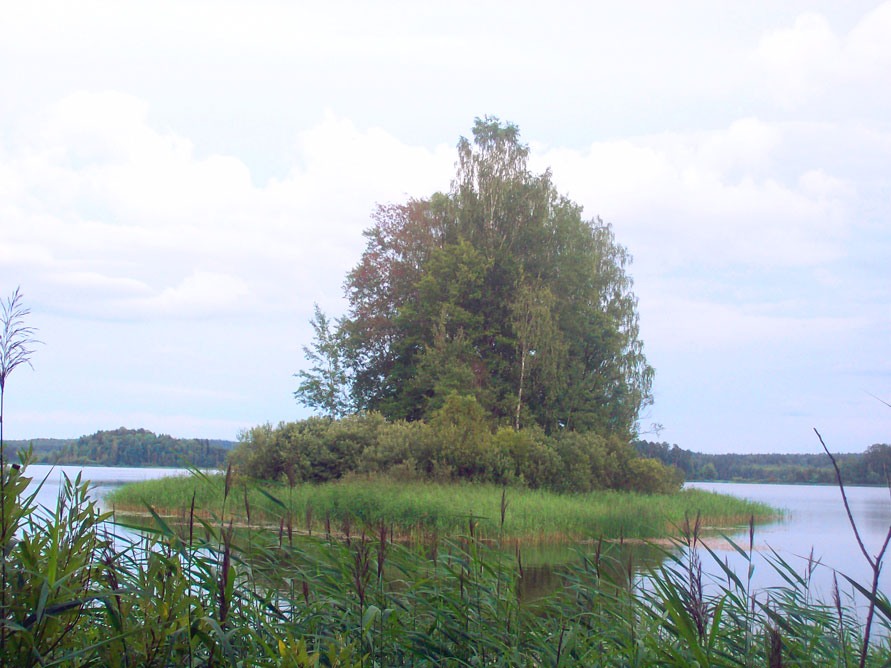
Острів Кохання на озері Сапшо

Парк розташований в зоні хвойно-широколистяних лісів

## Рельєф
Рельєф парку пов'язаний в основному з акумулятивною діяльністю льодовиків. Територія розташована в основному в межах двох геоморфологічних районів, що істотно розрізняються: Слобідської горбисто-моренної височини і Аржатсько-Ельшанської озерно-льодовиково-зандрової низини. Озерно-льодовикові рівнини тяжіють в основному до великих верхових торфовищ, що виникли на місці залишкових льодовикових озер, які займали спочатку набагато більші площі. Характерний невеликий перепад висот (від 1 до 3 м) в межах місцевих вододілів, а ближче до долин річок, перепади висот зростають до 5-7 м, іноді більше.

## Клімат

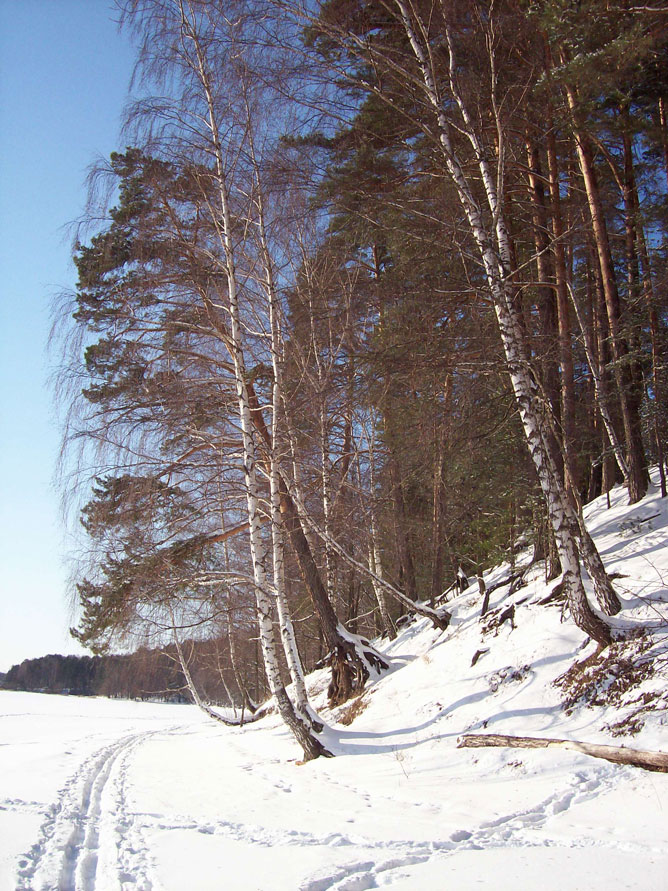
Смоленське Поозер'я взимку

Клімат території парку помірно-континентальний з помірно-теплим і вологим літом, помірно-холодною зимою зі стійким сніговим покривом; перехідні періоди добре виражені. Середня річна температура повітря на території парку дорівнює 4,3 °C. Середня за місяць температура повітря становить в січні — 8,6 °C, у липні вона дорівнює 17,0 °C. Абсолютний мінімум температури повітря дорівнює — 45,0 °C, абсолютний максимум — досягає 35,0 °C. Дана територія відноситься до району області з найбільшою кількістю опадів. Сума опадів за рік становить тут близько 730 мм. Значна кількість опадів обумовлена не тільки розташуванням цієї території в зоні найчастішого проходження циклонів. Збільшенню кількості опадів сприяє наявність Слобідської та Духовщинської височин, висока лісистість території. Переважаючі вітри південні, південно-західні і західні.

## Водоймища

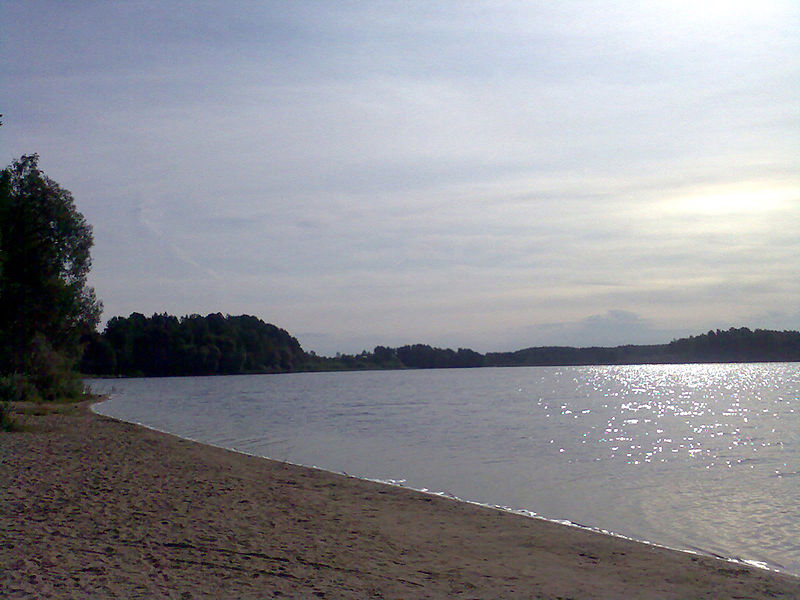
Пляж озера Сапшо поблизу селища Пржевальське

Територія парку належить до басейну річки Західна Двіна, включаючи повністю невеликі річки — її притоки 3-4 порядку та їх витоки. За винятком річки Гобзи, яка на невеликій ділянці протікає в південно-східній частині парку, тут немає транзитних річок. Річка Ельша є основною річкою парку. Басейн річки займає близько 80% його площі. Налічується 35 озер. Основна частина їх (близько двох десятків) відноситься до найбільш великої Пржевальської групи. Загальна площа озер цієї групи 13 км². Всі вони приурочені до крайових утворень льодовика Слобідської височини. Найбільші з цих озер — Сапшо, Баклановське, Рите, ДГО, Петровське, Лошам'є. Середня глибина озер 5-6 м, максимальна — 29 м (озера Баклановське, Лошамьє). Улоговини льодовикових озер мають різне походження. Найпоширеніші улоговини термокарстового походження, що відрізняються, як правило, значною глибиною, невизначеною формою, нерівним дном.

## Ґрунти
Типи ґрунтів: підзолисті, дерново-підзолисті, болотно-підзолисті, болотні.
Найпоширеніші дерново-підзолисті ґрунти нормального зволоження і різною мірою перезволожені. Під пологом хвойних лісів поширені підзолисті ґрунти різного ступеня зволоження, частіше ступінь їх опідзолювання середній і слабкий. Торф'яні ґрунти найпоширеніші в межах озерно-льодовикових рівнин.

## Біологічне розмаїття

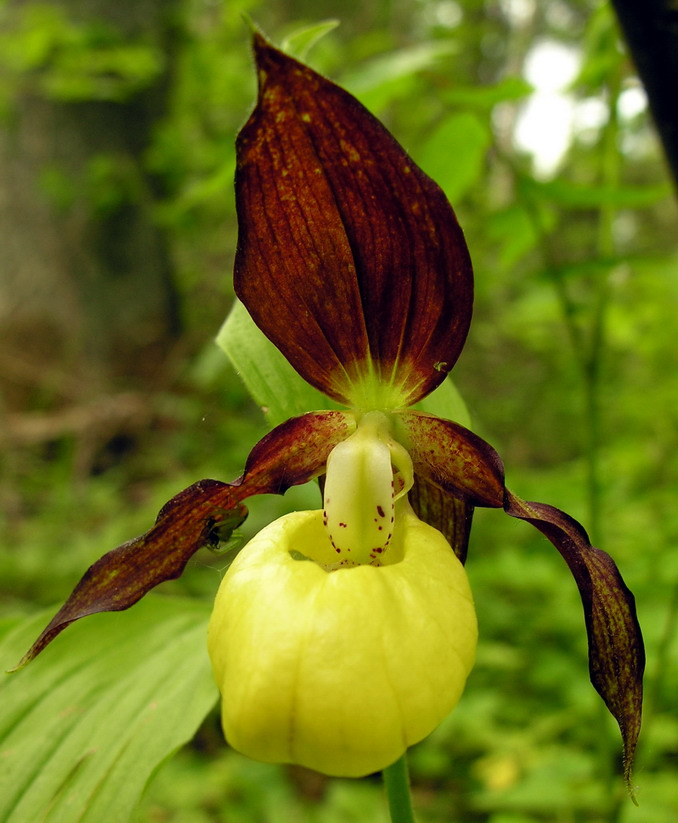
Зозулині черевички

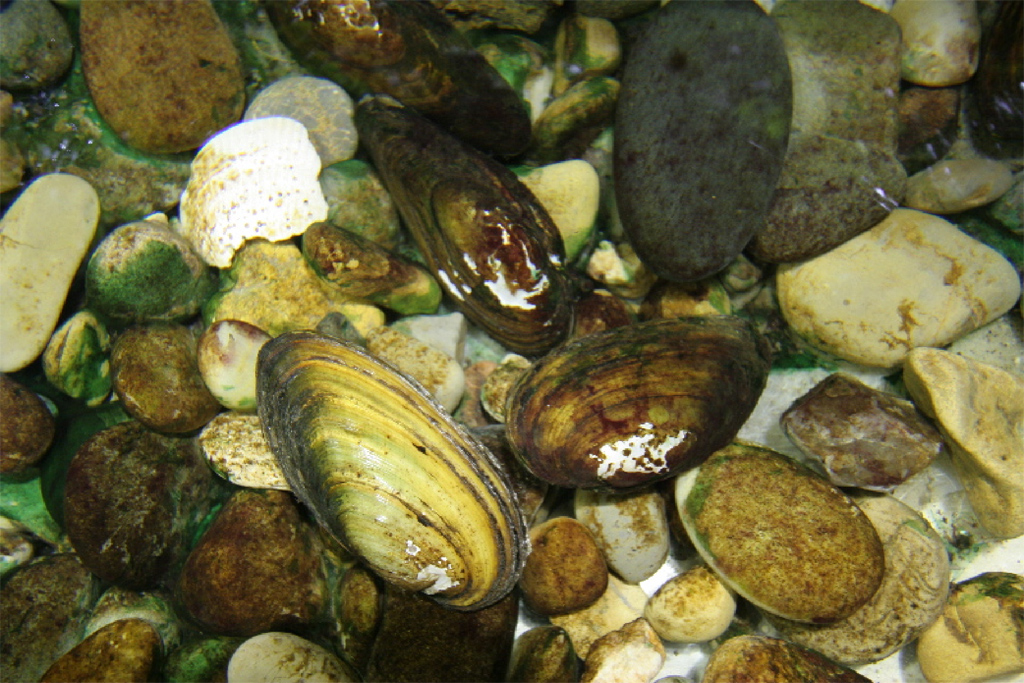
Річкова скойка

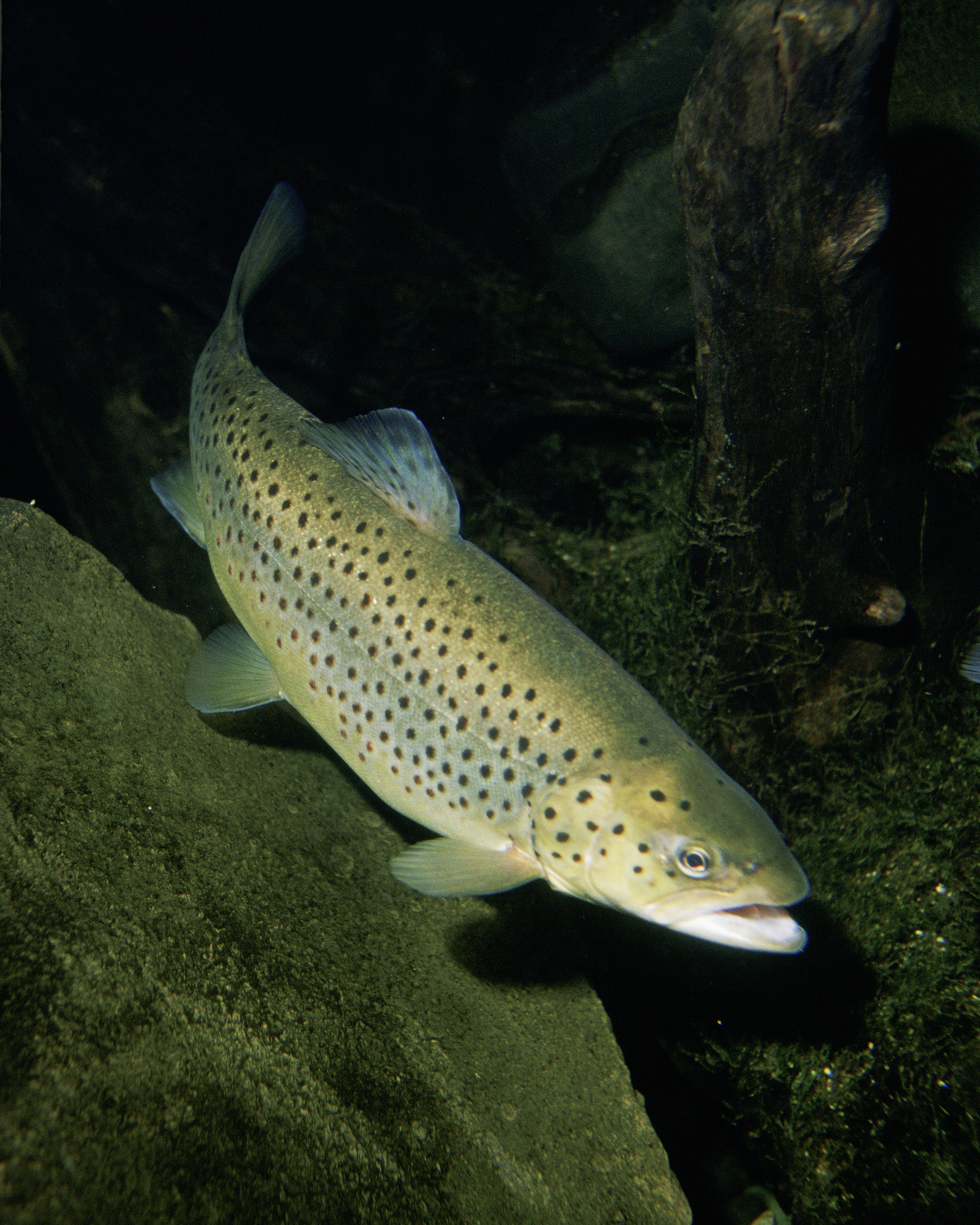
Пструг струмковий

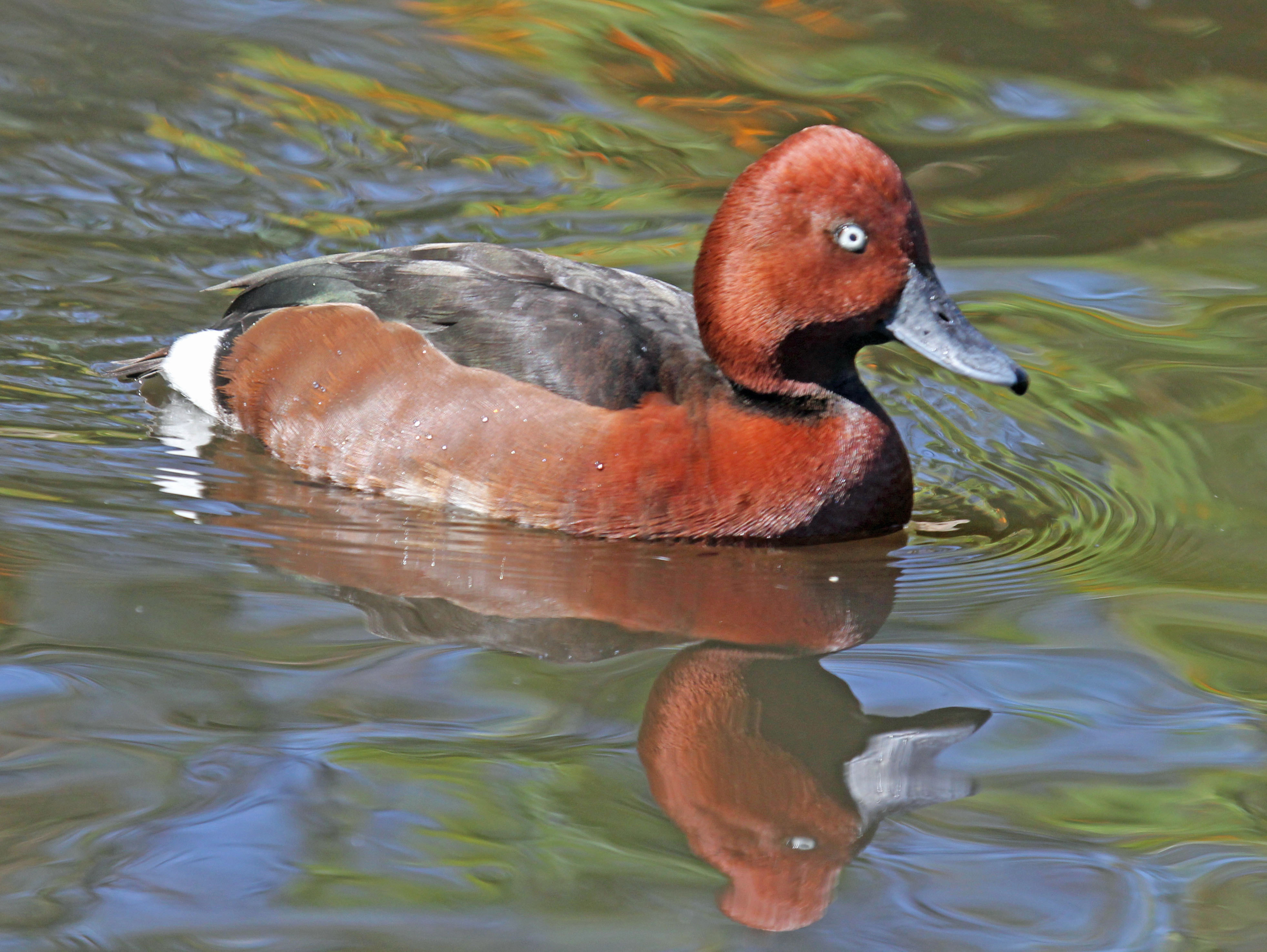
Чернь білоока

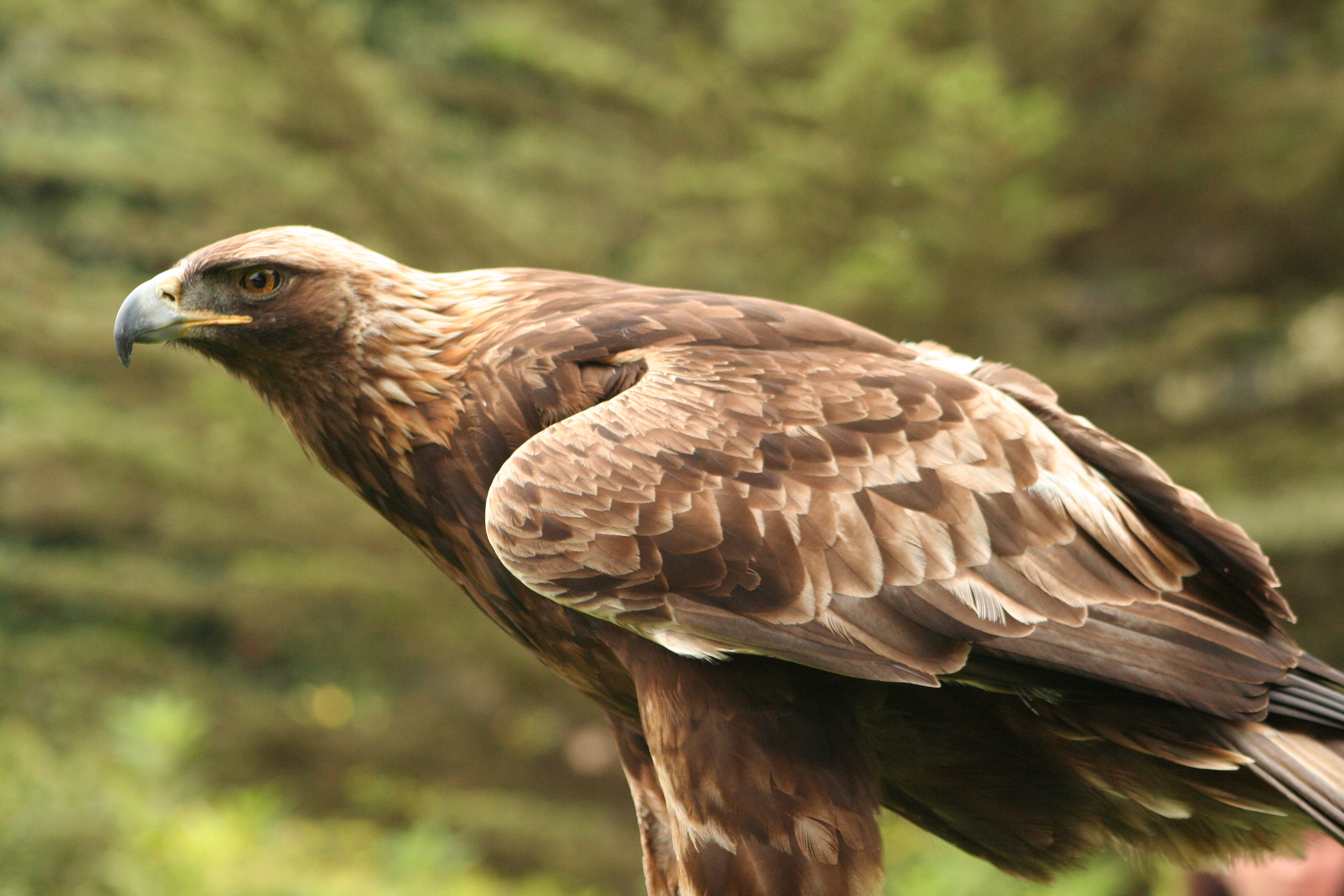
Беркут

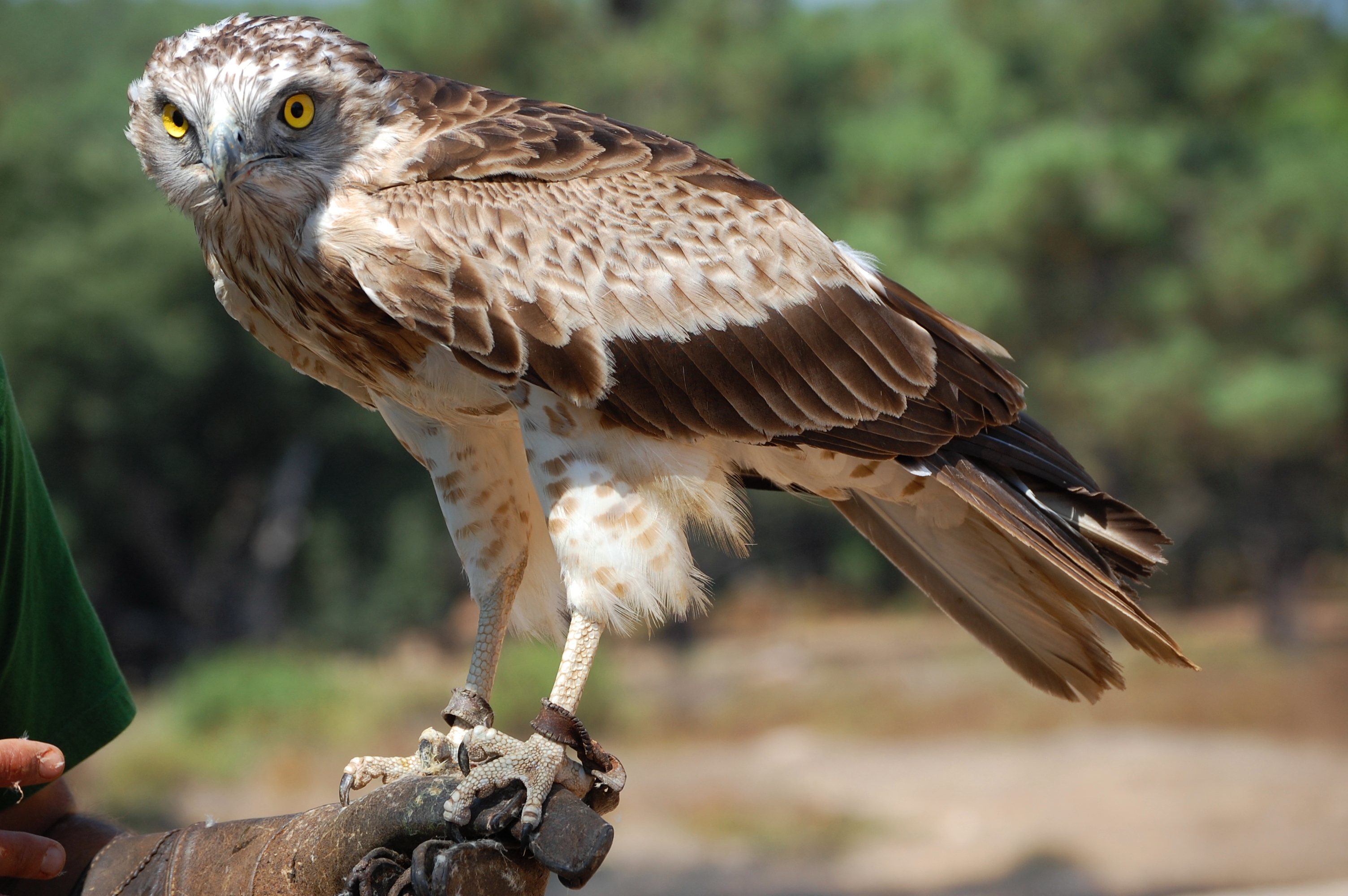
Змієїд

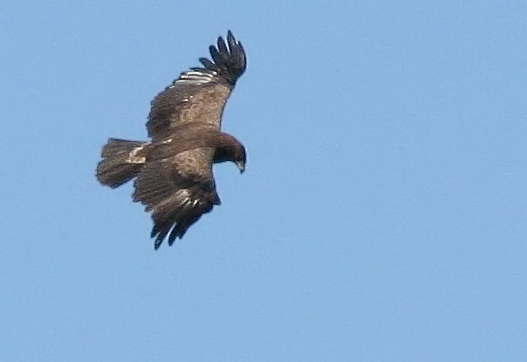
Підорлик малий

Число зареєстрованих видів:
- гриби — 37
- лишайники — 31
- мохи — 160
- плауноподібні — 6
- папоротеподібні — 16
- голонасінні — 8
- покритонасінні — 982
- круглороті — 1
- риби — 36
- земноводні — 10
- плазуни — 5
- птахи — 231
- ссавці — 46

### Флора
Велика частина території парку вкрита лісом — 74%. Первинні ліси не збереглися і змінилися вторинними, які також зазнали значних змін. В «Смоленському Поозер'ї» все ж збереглися ділянки корінних старовікових лісів загальною площею 359 га, багаті видовим різноманіттям. Корінними лісовими породами є ялина (16% лісів парку), характерні складні ялинники і широколистяно-смерекові ліси. Місцями збереглися старовікові ялинники. Для них характерний підріст не тільки з ялини, але з липи, дуба, клена, осики, підлісок з жимолості, ліщини, бруслини, горобини. У багатьох ялинниках рясні і різноманітні папороті. Сосна становить близько 12% лісових порід в парку. Збереглися ділянки широколистяних лісів. Для них характерний змішаний склад деревостану. Серед мілколистняних порід переважають березняки (38% лісів). Осичняки −13%, вільха чорна −6%. Є посадки сосни кедрової (8 га) і модрини (45 га).

### Фауна
Тваринний світ території національного парку типовий для лісової фауни. Тут мешкають безхребетні тварини, що відносяться до 11 типів, 21 класу, 51 ряду та 112 родин. Вперше для фауни Росії зареєстровані такі види як Lumnea fusca і Lumnea dupuei. 
Наземна фауна безхребетних, за попередніми даними, представлена 6 типами, 10 класами, понад 30 загонами, безліччю родин, родів та видів. Основними і найзвичайнышими групами ґрунтової мезофауни є: дощові черви, багатоніжки, личинки пластинчатовусих жуків довгоносиків, жужелиць, двокрилих, перетинчастокрилих, дротяники. 
Фауна хребетних тварин є досить складним комплексом видів, за своїм походженням пов'язаний з сусідніми зонами тайги, західних широколистяних лісів, лісостепу та степу. Тут характерно змішання представників різних біоценотичних зон. Широко поширені вовк, лисиця руда, лось, горностай, свиня дика. Типові лісостепові і степові види представлені звичайною полівкою, польовою мишею, звичайним хом'яком, зайцем сірий. Типові тайгові представники — мідиця крихітна, ведмідь бурий, рись, лось, вивірка лісова. 
Орнітофауна парку типова для підзони європейських хвойно-широко-листяних лісів. Фоновими видами лісових, лучно-польових і чагарниково-болотних середовищ існування є зяблик, плиска біла, горобець польовий, щеврик лісовий, велика синиця, вівчарики, волове очко, співочий дрізд. Дуже значна в орнітофауні частка водно-болотних і навколоводних видів птахів, частково представлених рідкісними та зникаючими видами, що пов'язано з помірним антропогенним пресом. У той же час частка участі видів синантропів та інших, що часто поселяються поруч з людиною, невелика. 
Основу іхтіофауни парку становлять коропові (53-56%). Найбільш широко поширені такі види як плотва, лящ, ялець, головень, краснопірка, верховодка, а також щука, окунь, йорж.

### Види, занесені доЧервоної книги Росії
- Плауноподібні
  - Молодильник озерний / Isoetes lacustris
- Покритонасінні
  - Зозулині черевички / Cypripedium calceolus
  - Пальчатокорінник балтійський / Dactylorhiza baltica
  - Булатка червона / Cephalanthera rubra
  - Сверція багаторічна / Swertia perennis
  - Зозулинець чоловічий / Orchis mascula
- Безхребетні
  - Мнемозина / Parnassius mnemosyne
  - Річкова скойка / Margaritifera margaritifera
- Риби
  - Пструг струмковий / Salmo trutta
  - Бабець європейський / Cottus gobio
- Птахи
  - Чернь білоока / Aythya nyroca
  - Беркут / Aquila chrysaetos
  - Кульон великий / Numenius arquata
  - Великий підорлик / Aquila clanga
  - Яструб коротконогий / Accipiter brevipes
  - Змієїд / Circaetus gallicus
  - Малий підорлик / Aquila pomarina
  - Сорокопуд сірий / Lanius excubitor excubitor
  - Орлан-білохвіст / Haliaeetus albicilla
  - Гуска мала / Anser erythropus
  - Сапсан / Falco peregrinus
  - Скопа / Pandion haliaetus
  - Куріпка біла / Lagopus lagopus rossicus
  - Лунь степовий / Circus macrourus
  - Пугач звичайний / Bubo bubo
  - Чорний лелека / Ciconia nigra
  - Сивка золотиста / Pluvialis apricaria apricaria

## Пам'ятники археології
Всього на території Смоленського Поозер'я розташований 81 пам'ятник археології. Серед них: стоянки кам'яної доби (не менше 14), поселення (2), городища (не менше 17), селища (не менше 14), могильники (не менше 32 курганних груп і поодиноких курганів).
Статус пам'ятника федерального значення мають археологічний комплекс давньоруського міста Вержавська і курганний могильник (31 насип) VIII-XIII ст. поблизу села Аносінкі.